# Rugiloricus polaris
Rugiloricus polaris är en djurart som beskrevs av Gad och Arbizu 2005. Rugiloricus polaris ingår i släktet Rugiloricus, och familjen Pliciloricidae.
Artens utbredningsområde är Norra Ishavet. Inga underarter finns listade i Catalogue of Life.